# Širšov greben
| ← Širšov greben         |
| Reljef Beringovog mora. |

Širšov greben nalazi se na istočnoj granici Komandorskog bazena ispod poluotoka Kamčatke. Proteže se ravno prema jugu na udaljenosti od 750 km prema Aleutskom luku u istočnom dijelu Beringovog mora (vidi sliku).
Širšov greben uzdiže se 2–2,5 km iznad okolnih kotlina. Iako nije odmah vidljivo iz morfologije, južni kraj grebena Shirshov proteže se do najsjeverozapadnijeg dijela grebena Bowers. Kontinuitet je vidljiv u strukturnim kartama temeljnih stijena, u magnetskim istraživanjima iu pregledima polja gravitacije u slobodnom zraku. Veza je iskrivljena sinistralnim smičnim rasjedom, koji je pomaknuo točku spajanja za ~350 km.